# سید جواد زمانی
سید جواد زمانی (زادهٔ ۱۳۳۹ در کنگاور) نمایندهٔ حوزهٔ انتخابیهٔ کنگاور، صحنه، هرسین، بیستون و دینور در دورهٔ هشتم مجلس شورای اسلامی بوده‌است.
وی هم‌اکنون عضو هیئت تطبیق مصوبات دولت با قانون و همچنین مدیرکل پارلمانی اتاق بازرگانی است.